# Neutelings Riedijk Architecten

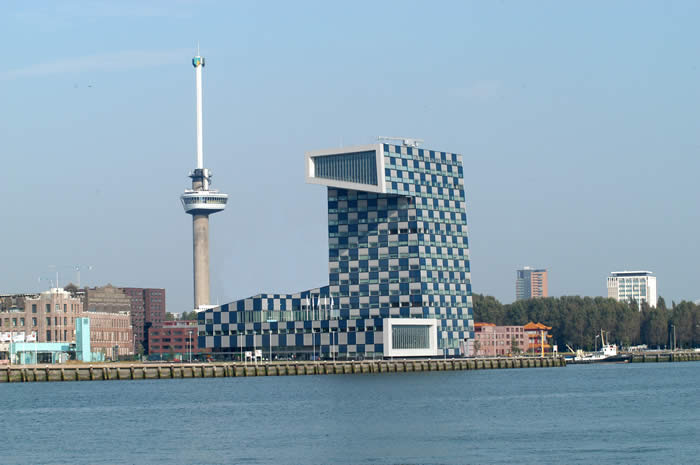
Nieuwbouw i Rotterdam

Neutelings Riedijk Architecten är en nederländsk arkitektbyrå. 
Neutelings Riedijk Architecten grundades Willem-Jan Neutelings (född 1959) och Michiel Riedijk (född 1954). Företaget har gjort sig känt för förslag år 2012 till ett 180 meter högt kontorstorn i Paris, bestående av fem block på sex våningar vardera, upphängda på två vertikala kärnor med mellanrum mellan blocken.

## Verk i urval
- Veenman Printworks, Ede i Nederländerna
- Minnaert-byggnaden på Utrechts universitet i Nederländerna, 1997
- Brandstation i Maastricht i Nederländerna, 1999
- Scheepvaart en Transport College i Rotterdam i Nederländerna, 2005.
- Netherlands Institute for Sound and Vision i Hilversum i Nederländerna, 2006
- Museum aan de Stroom i Antwerpen i Belgien, 2011

## Fotogalleri

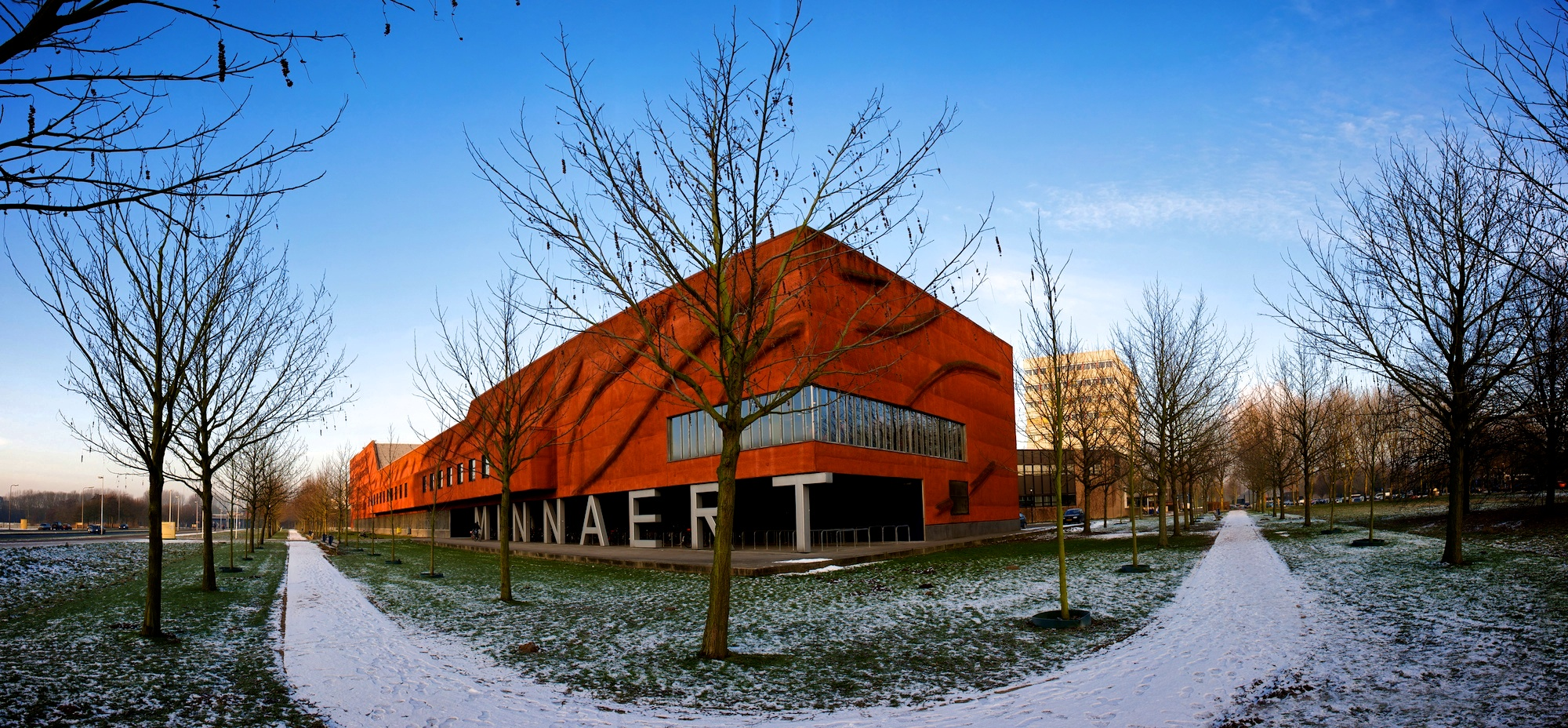
Minnaert University building, Utrecht
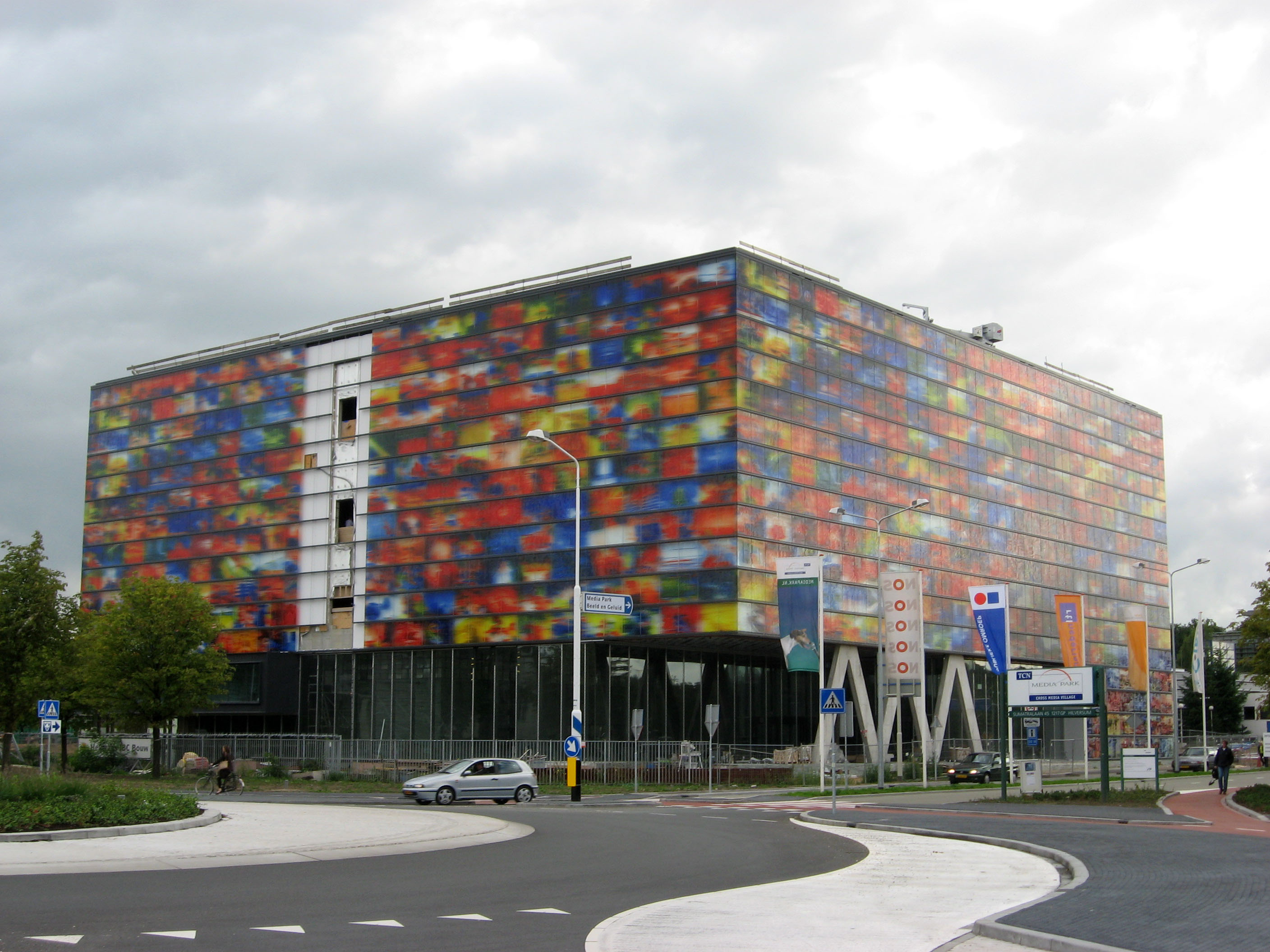
Netherlands Institute for Sound and Vision i Hilversum